# 笑福亭鶴瓶のスーパーギャング
『笑福亭鶴瓶のスーパーギャング』（しょうふくていつるべのスーパーギャング）は、1987年4月9日から1989年4月6日まで、TBSラジオ制作の深夜ラジオ番組『スーパーギャング』で放送されていたラジオ番組。メインパーソナリティは笑福亭鶴瓶。放送時間は毎週木曜日深夜（金曜日未明）25:00 - 26:45（午前1:00 - 2:45）。

## 概要
1987年当時、東京再進出を果たした鶴瓶の『セイ!ヤング』（文化放送　火曜日パーソナリティ。1978年4月 - 1979年3月）以来、8年振りとなったAMラジオ在京キー局のラジオ番組。
当番組で流す楽曲は当時のヒット曲ではなく、河島英五の「てんびんばかり」など、1970年代のフォークソングを中心に鶴瓶自ら選曲した。当初はフリートークとリスナーからのはがき紹介で進行し、コーナーは設けられていなかった。
深夜の生放送で「あ、今寝てたわ」と言う鶴瓶の一言が番組中で多かった。最終回の最後の言葉も「あ、寝てしもうた」だった。鶴瓶は当時、レギュラーのラジオ番組を降板していた時期で『MBSヤングタウン』土曜日（MBSラジオ）を1988年12月に降板。1989年3月で当番組が終了。『鶴瓶・新野のぬかるみの世界』（ラジオ大阪）は1989年10月に終了した。
当番組のテーマ曲は、1984年にTDKレコードから発売された三宅純2枚目のスタジオ・アルバム『Especially Sexy』収録曲『JFK EXPRESS』。

## 主なコーナー・企画
- ボケとツッコミ数珠つなぎ
  - 鶴瓶と当時のマネージャー、大崎栄一とのハチャメチャ気味な掛け合いで進行していたコーナー[5]。このコーナー中にバックで流れていた音楽は、アクションパズルゲーム『レッキングクルー』の音楽（作曲：田中宏和。サウンドトラック『ファミコン・ミュージック』）にも収録）[6]。

- どない思うてんねんコーナー
  - 自分のラジオでの喋りについて「全然ハイトーンじゃない」と鶴瓶が話している中で、ハイトーンで進行していたコーナー[7]。
- 他

## 出来事
- 1987年6月4日 - 「はがき供養」を番組中で行う[8]。
- 1987年6月25日 - リスナーと電話をつないでのトークを開催[9]
- 1987年7月2日 - 七夕に因み「短冊ハガキ」の企画を放送[10]
- 1987年8月6日 - 前月7月に開催された公開録音の模様を放送[11]
- 1987年8月13日 - 「珍芸大会」を開催[12]
- 1987年8月20日 - 「夜の隅田川散策ツアー」を開催[13]
- 他

## ゲスト
- 安部俊幸 （チューリップ・1987年5月21日）
- 田代まさし （1987年9月10日）
- 糸井重里 （1987年9月17日）
- 田原俊彦 （1987年9月24日、1988年7月28日、1988年12月1日）
- 森田健作 （1987年10月29日）
- BaBe （1988年1月14日）
- 菊池桃子 （1988年2月25日）
- 芳本美代子 （1988年6月30日）
- 富田靖子 （1988年7月7日）